# Autostrada A16 (Francja)
Autostrada A16 (fr. Autoroute A16), także L’Européenne – autostrada we Francji w ciągu tras europejskich E40 oraz E402.